# Міхал Моравчик
Міхал Моравчик (чеськ. Michal Moravčík; нар. 7 грудня 1994, Клатови) — чеський хокеїст, захисник клубу ЧЕ «Пльзень». Гравець збірної команди Чехії.

## Ігрова кар'єра
Хокейну кар'єру розпочав на батьківщині 2011 року виступами за команду «Пльзень». За основий склад клубу дебютував в сезоні 2013/14.
28 травня 2018 Міхал уклав дворічний контракт з клубом НХЛ «Монреаль Канадієнс». Але не закріпившись в основі команди вимушений був грати за фарм-клуб «Лаваль Рокет», а згодом і за «Брамптон Біст» повернувшись під кінець сезону до рідної команди «Пльзень».

## На рівні збірних
У складі національної збірної Чехії провів наразі 16 матчів на двох чемпіонатах світу.

## Статистика

### Клубні виступи
| Сезон       | Клуб            | Ліга        | Регулярний сезон | Регулярний сезон | Регулярний сезон | Регулярний сезон | Регулярний сезон | Плей-оф | Плей-оф | Плей-оф | Плей-оф | Плей-оф |
| Сезон       | Клуб            | Ліга        | І                | Г                | П                | О                | ШХ               | І       | Г       | П       | О       | ШХ      |
| ----------- | --------------- | ----------- | ---------------- | ---------------- | ---------------- | ---------------- | ---------------- | ------- | ------- | ------- | ------- | ------- |
| 2011–12     | «Пльзень»       | ЧЕ20        | 7                | 0                | 0                | 0                | 2                | —       | —       | —       | —       | —       |
| 2012–13     | «Пльзень»       | ЧЕ20        | 38               | 2                | 5                | 7                | 18               | 2       | 0       | 0       | 0       | 0       |
| 2012–13     | «Пльзень»       | ЧЕ          | 1                | 0                | 0                | 0                | 0                | —       | —       | —       | —       | —       |
| 2013–14     | «Пльзень»       | ЧЕ20        | 27               | 1                | 8                | 9                | 10               | 2       | 0       | 1       | 1       | 4       |
| 2013–14     | «Пльзень»       | ЧЕ          | 12               | 0                | 1                | 1                | 2                | 5       | 0       | 0       | 0       | 2       |
| 2013–14     | «Клатови»       | ЧЕ.2        | 6                | 2                | 1                | 3                | 10               | 2       | 0       | 2       | 2       | 4       |
| 2014–15     | «Пльзень»       | ЧЕ          | 38               | 2                | 7                | 9                | 22               | —       | —       | —       | —       | —       |
| 2014–15     | «Кладно»        | ЧЕ.1        | 5                | 0                | 1                | 1                | 0                | —       | —       | —       | —       | —       |
| 2015–16     | «Пльзень»       | ЧЕ          | 42               | 2                | 5                | 7                | 24               | 5       | 0       | 1       | 1       | 0       |
| 2016–17     | «Пльзень»       | ЧЕ          | 44               | 2                | 4                | 6                | 22               | 2       | 0       | 0       | 0       | 0       |
| 2016–17     | «Клатови»       | ЧЕ.2        | 4                | 1                | 4                | 5                | 0                | —       | —       | —       | —       | —       |
| 2017–18     | «Пльзень»       | ЧЕ          | 52               | 5                | 11               | 16               | 28               | 10      | 3       | 4       | 7       | 6       |
| 2018–19     | «Лаваль Рокет»  | АХЛ         | 20               | 1                | 2                | 3                | 8                | —       | —       | —       | —       | —       |
| 2018–19     | «Брамптон Біст» | ХЛСУ        | 4                | 0                | 2                | 2                | 0                | —       | —       | —       | —       | —       |
| 2018–19     | «Пльзень»       | ЧЕ          | 13               | 2                | 6                | 8                | 6                | 14      | 0       | 1       | 1       | 14      |
| Усього в ЧЕ | Усього в ЧЕ     | Усього в ЧЕ | 202              | 13               | 34               | 47               | 104              | 36      | 3       | 6       | 9       | 22      |

### Збірна
| Рік                | Команда            | Турнір             | Місце              | І  | Г | П | О | ШХ |
| ------------------ | ------------------ | ------------------ | ------------------ | -- | - | - | - | -- |
| 2018               | Чехія              | ЧС                 | 7-е                | 8  | 1 | 2 | 3 | 2  |
| 2019               | Чехія              | ЧС                 | 4-е                | 8  | 0 | 2 | 2 | 8  |
| Національна збірна | Національна збірна | Національна збірна | Національна збірна | 16 | 1 | 4 | 5 | 10 |